# Saúl Martínez
Saúl Martínez, född 29 januari 1976 i Colón i Honduras, är en honduransk fotbollsspelare.